# خنده‌های دیوانه
«خنده‌های دیوانه» (به انگلیسی: The Madcap Laughs) آلبومی از هنرمند اهل بریتانیا سید برت است که در ۳ ژانویه ۱۹۷۰ منتشر شد.